# Jedlý les
Jedlý les, nebo také jedlá lesní zahrada (angl. forest garden, nebo edible forest) je koncept stromového společenství skládající se z jednotlivých pater rostlin. Toto uspořádání vychází z přírodních vzorců a je typické pro permakulturní zemědělství.
Průkopníkem lesních zahrad v mírném podnebném pásmu je Robert Hart. Inspiroval se pěstováním tropických lesních zahrad v Indii a jejich zásady přenesl do zdejších podmínek. Jedlá lesní zahrada napodobuje strukturu divokého lesa, ale jednotlivé druhy jsou nahrazeny jedlými a užitečnými druhy.

## Patra jedlého lesa
Lesní zahrada je rozdělena do několika pater. Každé patro má svoji funkci, navzájem se doplňují.
Sedm pater zahrady:

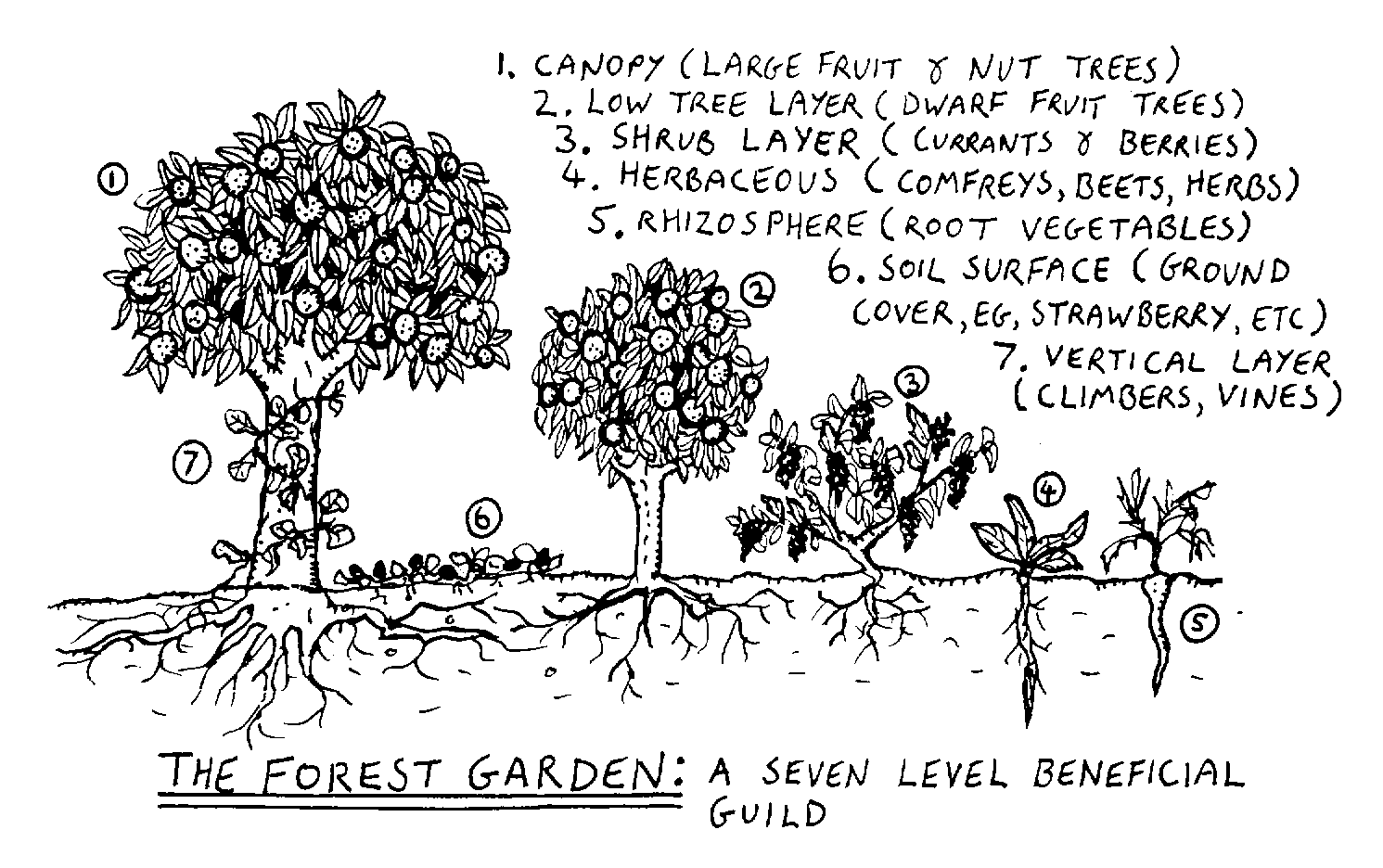
Sedm pater jedlého lesa

1. patro vysokých stromů (vysoké ovocné stromy, ořešák, jedlý kaštan)
2. patro nízkých stromů (stromy na méně vzrůstných podnožích; meruňky, broskve, moruše, dřín, líska)
3. patro keřů (rybízy, bobuloviny, růže): plodí ovoce, přiláká hmyz a ptáky
4. bylinné patro (zelenina, rostliny pěstované pro koření, květiny, trvalky, letničky)
5. půdopokryvné patro (jahody, barvínek, mochna, jetel, lichořeřišnice): brání zaplevelení
6. patro kořenů (kostival, křen, cibuloviny, kořenová zelenina)
7. patro popínavých rostlin (réva vinná, chmel, zimolez, dýně, fazol, okurky)

Shein a Thompsonová navíc uvádějí patro hub, které rozkládá odumřelou organickou hmotu, může se jednat i o vypěstované houby, např. hlívu.